# Fackskolan för huslig ekonomi

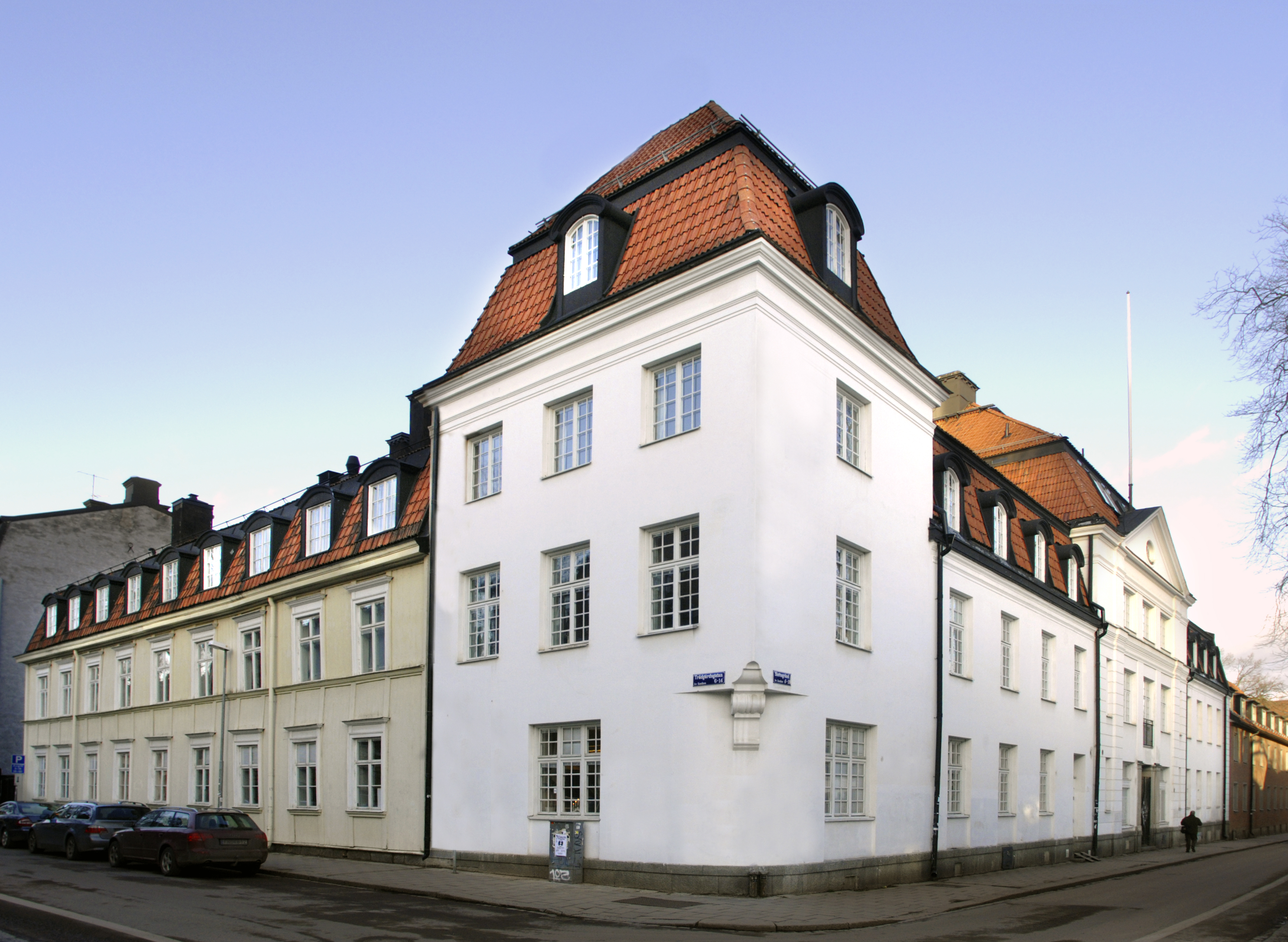
Trädgårdsgatan–Slottsgränd (2010)

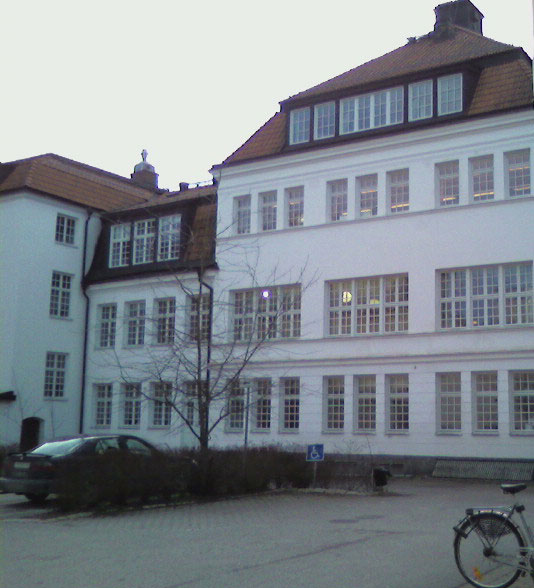
Innergården på Trädgårdsgatan 14.

Fackskolan för huslig ekonomi (populärt kallad Fax) grundad i Uppsala den 7 februari 1895 av J.A. Lundell och Ida Norrby, var en läroanstalt för att utbilda lärarinnor i huslig ekonomi, i huslig ekonomi med handarbete, i huslig ekonomi med lanthushåll, i barnavård, ekonomiföreståndarinnor för större anstalter samt ordnade därutöver kurser i matlagning, sömnad och andra hushållssysslor.

## Historik
Skolans första lokaler låg vid Slottsgränd 5 i Uppsala och hade första terminen åtta lärarinneelever. Skolans verksamhet växte, och hösten 1898 köptes lokaler vid Trädgårdsgatan 14 där institutionen blev kvar i 100 år.
Från 1896 var drottning Sofia skolans beskyddare.
Förutom en rad platser i Uppsala, främst byggnaden i korsningen Trädgårdsgatan–Slottsgränd, disponerade man även tidigare en lantgård i Tensta socken, Brogård. 1920–1930 utbildades i genomsnitt 700 elever årligen.
Fackskolan för huslig ekonomi utgav flera betydelsefulla läroböcker, däribland Hemmets kokbok, vars första upplaga utkom 1903 och sista tryckta upplaga 1990. Hemmets kokbok utges numera på Internet. Mellan 1905 och 1932 utgav Fackskolan den egna tidskriften Tidskrift för hemmet.
I skolans gamla lokaler på Trädgårdsgatan finns sedan 2006 Newmaninstitutet.

## Årtal
Några årtal i skolans historia:
| 1895      | Fackskolan för huslig ekonomi grundas och får lokaler på Slottsgränd i Uppsala |
| 1898      | Skolan flyttar till Trädgårdsgatan 14 |
| 1912–1919 | Ett stenhus med tre våningar uppförs längs Slottsgränd, i vinkel mot fastigheten på Trädgårdsgatan enligt ritningar av Hagström & Ekman                                                                   |
| 1921–1951 | Skolan medverkar på uppdrag av olika firmor i utprövningen av ett stort antal varor och redskap för hem och hushåll                                                                                       |
| 1923–33   | J.A. Lundell rektor |
| 1933      | Ida Norrby avgår som skolans föreståndare och efterträds av Anna Schenström. |
| 1962      | Fackskolan förstatligas och får namnet Seminariet för huslig utbildning |
| 1972      | Utbildningen till lanthushållslärare upphör |
| 1977      | Seminariet för huslig utbildning blir en institution inom Uppsala universitet och får namnet Institutionen för utbildning av barnavårdslärare, ekonomiförståndare, hushållslärare och textillärare (BEHT) |
| 1986      | Barnavårdslärarlinjen överförs till Institutionen för lärarutbildningar |
| 1987      | BEHT byter namn till Institutionen för hushållsvetenskap (IHV) |
| 1990      | 49:e och sista tryckta upplagan av Hemmets kokbok ges ut |
| 1991      | Hushållsvetenskap blir ett forskarutbildningsämne |
| 2001      | Institutionens första lärostolsprofessor Christina Fjellström installeras |
| 2007      | Textilvetenskap lämnar IHV för att ingå i Konstvetenskapliga institutionen |
| 2008      | IHV byter namn till Institutionen för kostvetenskap (IKV) |
| 2008      | IKV lämnar lokalerna på Trädgårdsgatan i Uppsala och flyttar till BMC |